# Гай Юній Брут Бубульк
Гай Юній Брут Бубульк (лат. Gaius Iunius Brutus Bubulcus; ? — після 277 до н. е.) — політичний, державний та військовий діяч Римської республіки, консул 291 і 277 років до н. е.

## Життєпис
Походив з впливового плебейського роду Юніїв. Син Гая Юнія Брута Бубулька. Про молоді роки мало відомостей. 
У 291 році до н. е. його обрано консулом, разом з Луцієм Постумієм Мегеллом. Разом із своїм колегою успішно воював у Самніумі.
У 277 році до н. е. його вдруге обрано консулом, цього разу разом з Публієм Корнелієм Руфіном. Воював проти самнітів — союзників Пірра, царя Епіру. Спочатку зазнав невдачі, проте згодом з успіхом провів військову кампанію в Луканії та Бруттії. Також було захоплено важливе місто Кротон. За це отримав від римського сенату право на тріумф.